# Бартеневское муниципальное образование
Бартеневское муниципальное образование — сельское поселение в Ивантеевском районе Саратовской области Российской Федерации.
Административный центр — село Бартеневка.

## История
Статус и границы сельского поселения установлены Законом Саратовской области от 29 декабря 2004 года № 114-ЗСО «О муниципальных образованиях, входящих в состав Ивантеевского муниципального района».

## Население
| 2010  | 2011  | 2012  | 2013  | 2014  | 2015  | 2016  |
| ----- | ----- | ----- | ----- | ----- | ----- | ----- |
| 1275  | ↘1270 | ↘1248 | ↘1230 | ↘1212 | ↘1208 | ↘1195 |
| 2017  | 2018  | 2019  | 2020  | 2021  |       |       |
| ↘1161 | ↗1171 | ↘1132 | ↘1096 | ↘1043 |       |       |

## Состав сельского поселения
| № | Населённый пункт | Тип населённого пункта       | Население |
| - | ---------------- | ---------------------------- | --------- |
| 1 | Бартеневка       | село, административный центр | ↘1100     |
| 2 | Братский         | посёлок                      | ↘76       |
| 3 | Ишково           | село                         | ↘97       |
| 4 | Орехово          | посёлок                      | ↘2        |